# Radzimów Górny
Radzimów Górny – wieś w Polsce, położona w województwie dolnośląskim, w powiecie zgorzeleckim, w gminie Sulików.
W latach 1975–1998 Radzimów Górny administracyjnie należał do województwa jeleniogórskiego.
Do 2023 r. miejscowość była częścią wsi Radzimów.